# Psyllopsis distinguenda
Psyllopsis distinguenda är en insektsart som beskrevs av Edwards 1913. Psyllopsis distinguenda ingår i släktet Psyllopsis och familjen rundbladloppor. Inga underarter finns listade i Catalogue of Life.